# Lamprops

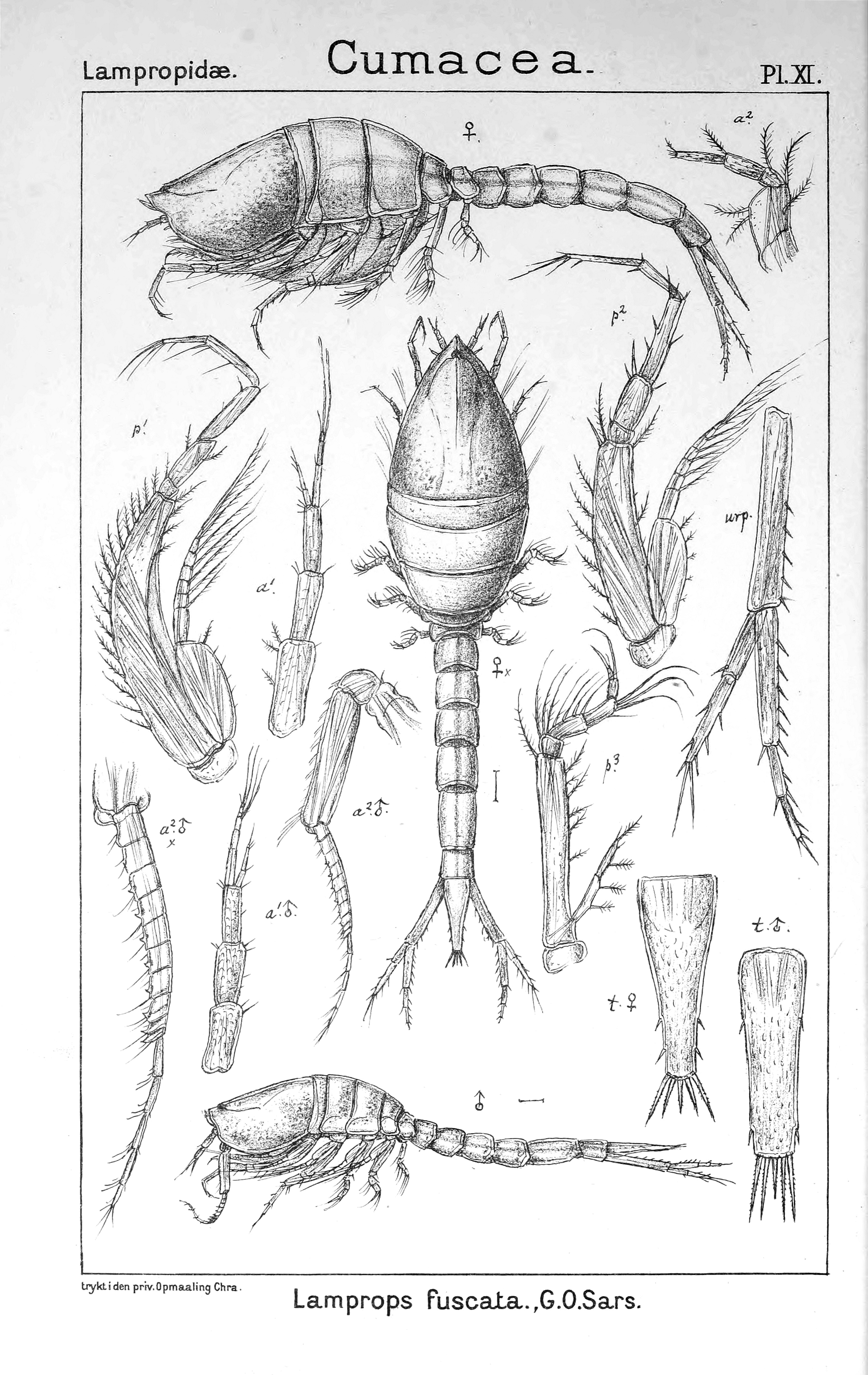
Lamprops fuscatus

Lamprops  (лат.) — род морских кумовых раков из семейства Lampropidae (Malacostraca). Около 20 видов.

## Описание
Отличаются от других кумовых рачков семейства Lampropidae отсутствием брюшных конечностей плеоподов. Анальная лопасть (тельсон) развита, свободная, несёт 5 апикальных шипиков. Небольшие ракообразные, внешним видом тела напоминающие головастиков: покрытая панцирем вздутая головогрудь и грудной отдел (покрыты общим панцирем карапаксом) укрупнены и контрастируют с более тонким брюшком (плеоном), заканчивающимся хвостовой вилкой. Антенны самок состоят из 4 или 5 сегментов (конечный членик удлинённый). Уроподы (удлинённые конечности шестого сегмента) имеют 3-члениковый эндоподит
.

## Систематика
Насчитывает более 20 видов. Род был впервые выделен в 1863 году норвежским зоологом Георгом-Оссианом Сарсом (Georg Ossian Sars; 1837—1927). В российских водах Японского моря встречаются 12 видов и подвидов.
- Lamprops affinis Lomakina, 1958
- Lamprops augustinensis  Gerken, 2005[5]
- Lamprops beringi Calman, 1912
- Lamprops carinatus J. F. L. Hart, 1930
- Lamprops comatus Zimmer, 1907
- Lamprops fasciatus G. O. Sars, 1863
- Lamprops flavus Harada, 1959
- Lamprops fuscatus G. O. Sars, 1865
- Lamprops hexaspinula Liu & Liu, 1990
- Lamprops japonicus Zimmer, 1937
- Lamprops kensleyi Haye & Gerken, 2005[6]
- Lamprops korroensis Derzhavin, 1923
- Lamprops lomakinae Tsareva & Vassilenko, 1993
- Lamprops multifasciatus Zimmer, 1937
- Lamprops obfuscatus (Gladfelter, 1975)
- Lamprops profundus Reyss, 1978
- Lamprops pumilio Zimmer, 1937
- Lamprops quadriplicata S. I. Smith, 1879
- Lamprops sarsi Derzhavin, 1926
- Lamprops serratus J. F. L. Hart, 1930
- Lamprops tenuis Tzareva & Vassilenko, 2006
- Lamprops tomalesi Gladfelter, 1975
- Lamprops triserratus (Gladfelter, 1975)